# 浙江玉环经济开发区
浙江玉环经济开发区，又名玉环新城，原名为浙江大麦屿经济开发区，前身为大麦屿对台贸易区，成立于1992年6月。是位于浙江省玉环市的省级经济技术开发区，管辖范围为大麦屿港、漩门二期（37平方公里）、漩门三期（45.3平方公里）。辖区在玉环市的行政区中，为类似乡级单位。
玉环经济开发区管委会为玉环市人民政府派出机构。

## 历史
1992年6月，大麦屿对台贸易区成立。

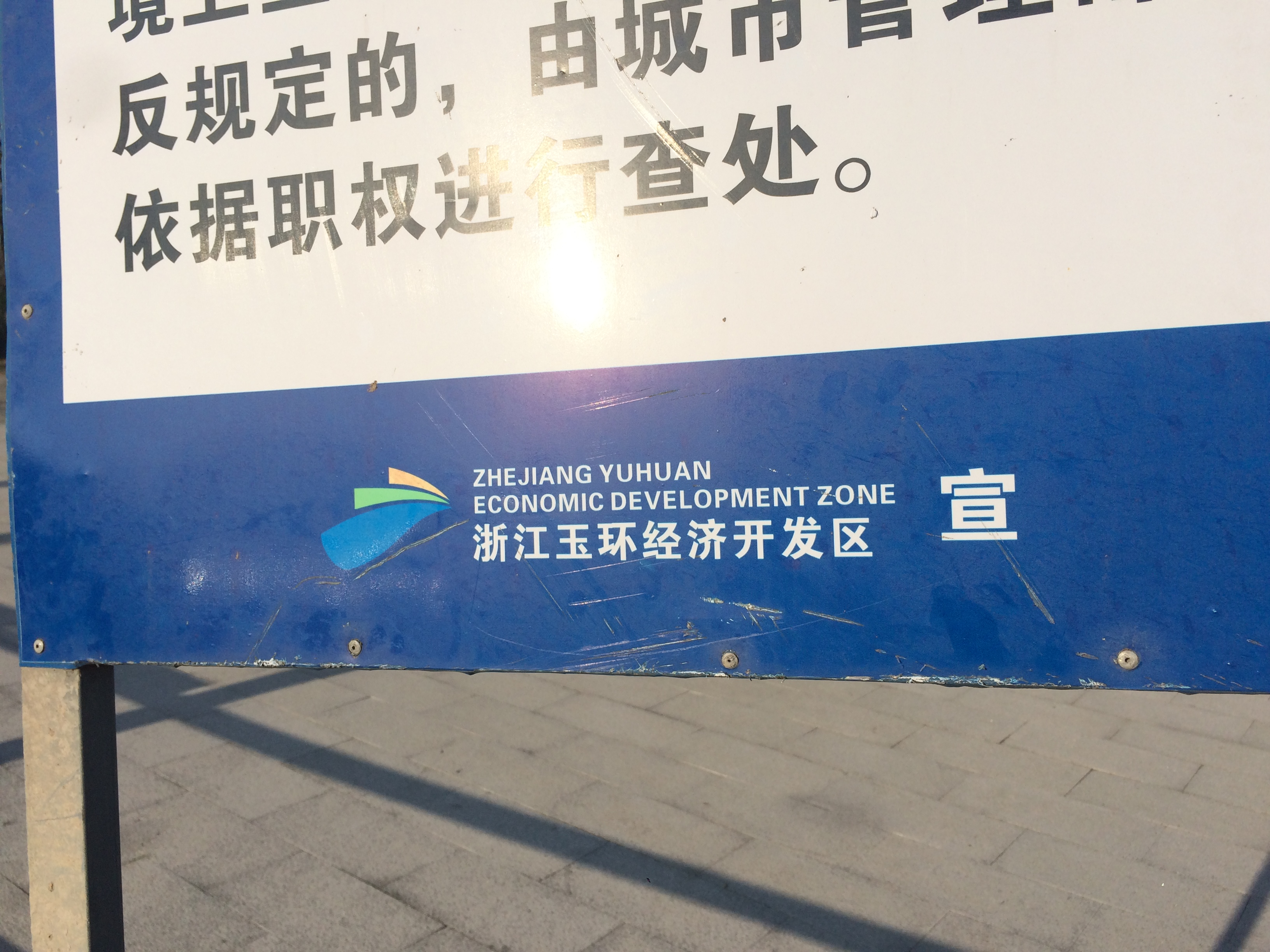
玉环经济开发区Logo

1993年11月，经浙江省人民政府批准，设立浙江大麦屿经济开发区，纳入省级经济开发区管理序列。
2005年，经省人民政府批准，更名为浙江玉环经济开发区。

## 行政区划
浙江玉环经济开发区为省级经济技术开发区，管委会级别为副县级，开发区不是一级政府，只设管委会和党工委，没有人大政协班子，目前开发区正在筹建村级自治组织。
2019年以来，浙江玉环经济开发区仅下辖1个社区。
社区：新城社区

## 旅游景点

### 玉环漩门湾国家湿地公园
漩门湾国家湿地公园位于浙江玉环经济开发区漩门二期，湿地公园总面积31.48平方公里，其中湿地面积28.6平方公里。
2016年8月16日，国家林业局下发《关于2016年试点国家湿地公园验收结果的通知》（林湿发(2016)107号），文中确认漩门湾国家湿地公园通过验收，正式成为台州市首个、浙江省第7个国家湿地公园。

## 机构职责
浙江玉环经济开发区管理委员会受玉环市政府委托，对开发区实行统一领导和管理，是具体负责浙江玉环经济开发区开发、建设、管理的全额拨款事业单位。
- 贯彻实施有关法律、法规、规章和浙江省、台州市政府的有关规定，并根据本市经济社会发展规划，研究制订开发区的发展规划，经审议批准后组织实施。

- 按委托权限，负责审批或审核开发区范围内的投资项目；依法管理开发区内的企业，保障其依法自主经营。

- 按委托权限，对开发区范围内的土地、建设、环保、财政、国有资产等事项实施统一管理。

- 负责开发区资金、技术、人才的引进；负责兴建和管理开发区内的基础设施、公共设施。

- 按委托权限，管理开发区的进出口业务及对外经济技术协作；协助处理开发区的涉外事务。

- 与市有关部门一起共同管理设在开发区的分支机构或派出机构的工作。

- 做好社会稳定、综合治理、计划生育、精神文明建设等社会管理工作。

- 完成玉环市委、市政府交办的其他任务。[5]

## 政治

### 现任领导
浙江玉环经济开发区党工委书记：孙群
浙江玉环经济开发区党工委副书记：陈定广
浙江玉环经济开发区管委会主任：舒欢
浙江玉环经济开发区管委会副主任：李洋